# Bimota YB10
La YB10 est un modèle de motocyclette du constructeur italien Bimota. Elle a été présentée lors du salon de Paris 1990.

## Description
Elle reprend le moteur de la Yamaha 1000 FZR. C'est un quatre cylindres en ligne, quatre temps à refroidissement liquide développant 145 chevaux à 10 000 tr/min pour un couple de 11 mkg à 8 500 tr/min. Il est alimenté par quatre carburateurs Mikuni de 38 mm de diamètre et couplé à une boîte de vitesses à cinq rapports.
Ce moteur conserve la valve Exup, permettant de faire varier le débit des gaz d'échappement pour conserver le maximum de couple.
Le cadre est identique à celui équipant la YB6 et la YB8. C'est un cadre périmétrique en aluminium. Le bras oscillant est également en aluminium.
La fourche télescopique est de marque Marzocchi et fait 40 mm de diamètre. Le monoamortisseur est ajustable en précharge et détente.
Le freinage est assuré par Brembo avec deux disques de 320 mm de diamètre à l'avant et un disque de 240 mm de diamètre à l'arrière. Ils sont pincés par des étriers à quatre pistons à l'avant et double piston à l'arrière.
Les jantes à trois branches sont fabriquées par Oscam.
En 1992 apparaît la YB10 Biposto. Cette machine offre en plus une place passager. Elle sera commercialisée pendant deux ans.
Elle était disponible en rouge et argent avec une bande noire. Elle était vendue à 224 exemplaires pour la YB10 standard et à 38 exemplaires pour la YB10 Biposto.